# Важин-Скури
Важин-Скури (пол. Warzyn-Skóry) — село в Польщі, у гміні Серпць Серпецького повіту Мазовецького воєводства. Населення — 134 особи (2011).
У 1975—1998 роках село належало до Плоцького воєводства.

## Демографія
Демографічна структура станом на 31 березня 2011 року:
|          | Загалом | Допрацездатний вік | Працездатний вік | Постпрацездатний вік |
| -------- | ------- | ------------------ | ---------------- | -------------------- |
| Чоловіки | 73      | 18                 | 46               | 9                    |
| Жінки    | 61      | 12                 | 35               | 14                   |
| Разом    | 134     | 30                 | 81               | 23                   |